# シュコダ・スカーラ
スカーラ (Scala) は、シュコダが製造販売しているCセグメントハッチバックカーである。
名前の由来は梯子を意味するラテン語の単語scalaより、シュコダブランド全体を新たな高みへ引き上げる願いを込めて付けられた。

## 概要
ラピッドの後継車種として2018年にイスラエルのテルアビブにて初公開され、2019年から販売が開始された。2018年のパリモーターショーで発表された「ビジョンRSコンセプト」がデザインの原型となっている。

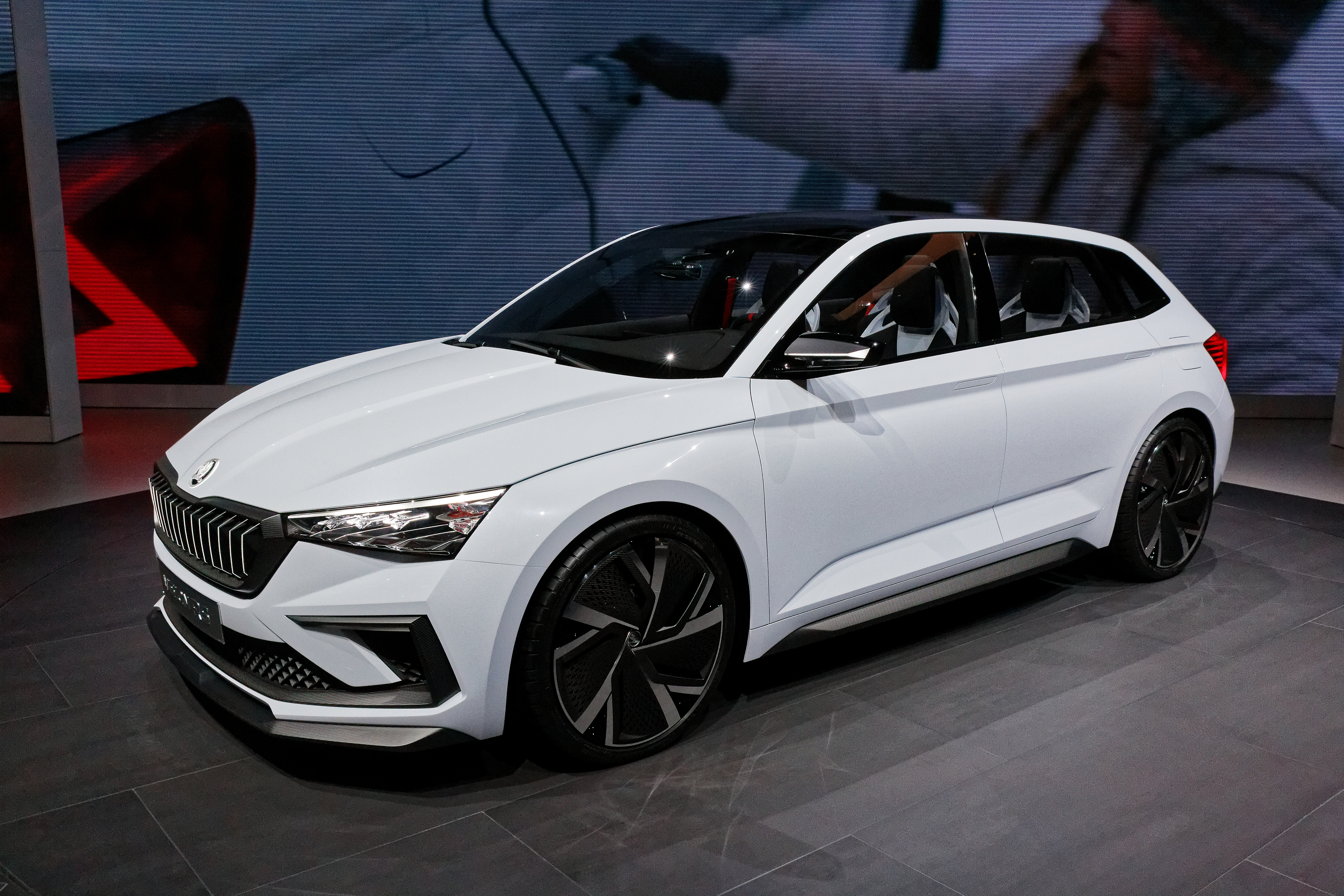
原型となったビジョンRSコンセプト

同じフォルクスワーゲングループのゴルフやレオンなどと同等のサイズで、ファビアとオクタヴィアの中間のクラスに当たる。一方で、コストダウンを実現するためポロなどに使われるBセグメント用のMQB A0プラットフォームを採用し、競合に対して競争力のある価格を実現した。またMQB A0を採用することに伴い、後輪サスペンションがコンパクトなトーションビーム式となったことで、クラス最高レベルのトランク容量（467L）を確保した。
スカーラはシュコダの新しいインテリアデザインコンセプトを採用した初の車両である。センターコンソールには9.2インチのインフォテインメントディスプレイが配置され、10.25インチのバーチャルコックピットが採用される。スカーラはブランド初のコネクテッドカーと位置付けられており、Skoda Connectと呼ばれるオンラインサービスに接続することでナビの更新などを行うことが出来る。
安全面の機能も充実しており、先進安全機能としてアダプティブ・クルーズ・コントロール、レーンキープアシスト、衝突被害軽減ブレーキが装備される。2019年モデルのユーロNCAPの評価では最高評価の星5個に認定された。
2021年にはアプト・スポーツラインと共同開発された500台限定の特別仕様車「Edition S」が販売された。専用のエアロとシャーシ、18インチホイール、ファブリックが採用されただけでなく、1.5L TSIエンジンにも手が加えられ、出力は190ps/290Nmまでアップされた。
2023年8月にフェイスリフトが発表された。エクステリアとインテリアデザインが変更され、マトリクスLEDヘッドライトなどがオプションとして新たに追加された。

## エンジン
エンジンの仕様は以下の通り。ガソリン仕様の1.0L TSIには出力の違う2仕様がラインナップされ、更に高出力な1.5L TSIも選択できる。当初はディーゼルもラインナップされていたが2020年にカタログ落ちした。また2019年からCNG仕様がラインナップに追加され、一部の地域で販売されている。
| ガソリンエンジン                | ガソリンエンジン   | ガソリンエンジン | ガソリンエンジン | ガソリンエンジン   |
| モデル                          | 使用               | 最高出力         | 最大トルク       | トランスミッション |
| ------------------------------- | ------------------ | ---------------- | ---------------- | ------------------ |
| 1.0 TSI 95                      | 999 cc 直列3気筒   | 95ps             | 175Nm            | 5速MT              |
| 1.0 TSI 115                     | 999 cc 直列3気筒   | 115PS            | 200Nm            | 6速MT/7速DSG       |
| 1.5 TSI 150 Evo                 | 1,498 cc 直列4気筒 | 150PS            | 250Nm            | 6速MT/7速DSG       |
| 1.5 TSI 150 Evo (Edition S)     | 1,498 cc 直列4気筒 | 190PS            | 290Nm            | 6速MT              |
| ディーゼルエンジン（2019-2020） |                    |                  |                  |                    |
| 1.6 TDI 115                     | 1,598 cc 直列4気筒 | 115PS            | 250Nm            | 6速MT/7速DSG       |
| CNGエンジン（2019-）            |                    |                  |                  |                    |
| 1.0 G-Tec                       | 999 cc 直列3気筒   | 90PS             | 145Nm            | 6速MT              |

## 評価
スカーラは2019年3月にドイツのレッド・ドット・デザイン賞を受賞した。またドイツの自動車雑誌Auto Bildの実施した2019年のテストでは、フォーカス・マツダ3・ゴルフを抑えて1位の評価を獲得した。